# Elaeocarpus isotrichus
Elaeocarpus isotrichus là một loài thực vật có hoa trong họ Côm. Loài này được Fern.-Vill. mô tả khoa học đầu tiên năm 1880.